# Ormrotsflockelssläktet
Ormrotsflockelssläktet (Ageratina) är ett växtsläkte i familjen korgblommiga växter med ca 250 arter.
Tidigare fördes arterna till flockelsläktet (Eupatorium).